# Jacek Stefański
Jacek Dariusz Stefański (ur. 1968) – polski profesor, informatyk, specjalista z zakresu radiokomunikacji, dziekan Wydziału Elektroniki, Telekomunikacji i Informatyki Politechniki Gdańskiej, były kierownik Katedry Systemów i Sieci Radiokomunikacyjnych.

## Ścieżka rozwoju naukowego[1]
- 1993 – magisterium i dyplom inżyniera elektronika, Politechnika Gdańska
- 2000 – doktorat „Efektywność odbioru adaptacyjnego w systemie łączności komórkowej GSM”, Politechnika Gdańska
- 2012 – habilitacja „Badanie metod i projektowanie usług lokalizacyjnych w sieciach radiokomunikacyjnych”, Politechnika Gdańska
- 2015 – profesor nadzwyczajny
- 2020 – profesor[2]

## Nagrody i odznaczenia[1]
- 2003 – Brązowy Krzyż Zasługi[3]
- 2008 – Nagroda Marszałka Województwa Pomorskiego w Konkursie Innowacje 2008 w kategorii Ochrona Środowiska, Ekologia za System i urządzenie do pomiarów w ruchu zanieczyszczeń gazowych powietrza atmosferycznego
- 2009 Puchar Ministra Nauki i Szkolnictwa Wyższego na Targach TECHNICON-INNOWACJE 2009 za Bezprzewodowy system monitoringu ładunków kontenerowych, zagrożeń bezpieczeństwa publicznego
- 2010 – Złoty Medal Międzynarodowych Targów Poznańskich w kategorii Transfer Wyników Badań Naukowych do Praktyki Gospodarczej za Mobilną stację pomiarową ARPOL
- 2015 – Medal Komisji Edukacji Narodowej
- 2018 – Srebrny Medal za Długoletnią Służbę
- Nagrody rektora Politechniki Gdańskiej za osiągnięcia naukowe i badawczo-rozwojowe: I stopnia (3), II stopnia (4) i III stopnia (3),
- Nagrody rektora Politechniki Gdańskiej za osiągnięcia dydaktyczne: I stopnia (2) i III stopnia (1),
- Nagrody rektora Politechniki Gdańskiej za osiągnięcia organizacyjne: I stopnia (1) i III stopnia (1)